# کایل بکرمن
کایل رابرت بکرمن (انگلیسی: Kyle Robert Beckerman؛ زادهٔ ۲۳ آوریل ۱۹۸۲) بازیکن فوتبال پیشین اهل ایالات متحده آمریکا است.
وی همچنین در تیم ملی فوتبال ایالات متحده آمریکا بازی کرده‌است.